# Berberis campylogyna
Berberis campylogyna är en berberisväxtart som först beskrevs av Ahrendt, och fick sitt nu gällande namn av Harber. Berberis campylogyna ingår i släktet berberisar, och familjen berberisväxter. Inga underarter finns listade i Catalogue of Life.